# Half Light
Half Light  es una película  estadounidense de 2006 protagonizada por Demi Moore, Hans Matheson y Henry Ian Cusick. Fue dirigida por Craig Rosenberg, quien también se encargó de escribir el guion. En Rotten Tomatoes la película cuenta con un 25% de aprobación por parte de la crítica y de un 46% por parte de la audiencia.

## Sinopsis
Rachel Carlson (Moore) es una exitosa escritora de misterio estadounidense que vive en Londres con su hijo de cinco años, Thomas (Balawi) y su segundo marido, Brian (Cusick), un exitoso editor de libros que no ha podido conseguir que se publique ninguno de sus propios trabajos. Como su madre está demasiado ocupada trabajando en su última novela para pasar tiempo con él, Thomas sale a jugar fuera de su casa junto al canal, sólo para ahogarse accidentalmente, devastando a Rachel y poniendo en peligro su matrimonio y su capacidad para terminar su última novela.  Para olvidar los dolorosos recuerdos y su autoculpación por la muerte de su hijo Rachel se dirige a una localidad costera en Irlanda.
Esta localidad tranquila, tiene un faro, habitantes sociables y entre ellos una mujer que se le considera una psíquica, la vida de Rachel se empieza a complicar cuando en ese faro conoce a un guarda-faros joven llamado Angus.

## Reparto
- Demi Moore - Rachel Carlson.
- Hans Matheson - Angus.
- Henry Ian Cusick - Brian.
- Beans El-Balawi - Thomas Carlson.
- Kate Isitt - Sharon Winton.
- Nicholas Gleaves - Dr. Robert Freedman.
- James Cosmo - Finlay Murray.
- Joanna Hole - Mary Murray.
- Therese Bradley - Morag MacPherson.
- Michael Wilson - Reverend James McMahon.